# NGC 4820
NGC 4820 é uma galáxia lenticular (S0) localizada na direcção da constelação de Virgo. Possui uma declinação de -13° 43' 08" e uma ascensão recta de 12 horas, 57 minutos e 00,5 segundos.
A galáxia NGC 4820 foi descoberta em 1882 por Ernst Wilhelm Leberecht Tempel.